# Климович Галина Іванівна
Гали́на Іва́нівна Климо́вич (нар. 22 жовтня 1960 року в Яремче) — старший слідчий з особливо важливих справ Генпрокуратури України (2003—2010), державний радник юстиції 3 класу.
Вела справу про отруєння Віктора Ющенка.
У рейтингу 100 найвпливовіших жінок України за 2008 рік посіла № 52.

## Інтерв'ю
- Легендарна слідча Галина Климович про ніякого Ющенка, блюзнірів-політиків і кумедного Шефіра // Остап Дроздов. Прямим текстом, 18.10.2021 20:16

## Публікації
- Галина Климович. Чим більше ви будете тиснути, тим більше я буду пручатися // pravda.com.ua, 13 ГРУДНЯ 2010, 15:54
- ПОЧЕМУ «ЛУЧШИЕ» СЛЕДОВАТЕЛИ УХОДЯТ ИЗ ГПУ? ОТКРОВЕНИЯ ГАЛИНЫ КЛИМОВИЧ // antikor.com.ua antikor,